# 심상훈
심상훈(沈相薰, 1854년 ~ 1907년)은 조선 말기의 문신으로 수구당의 일원이다. 본관은 청송(靑松), 자는 순가(舜歌), 시호는 충숙(忠肅)이다.
수구당에 속한 인물이었으며 1884년에 갑신정변이 일어났을 때 개화당의 지지자로 위장하고 경우궁으로 가서 명성황후와 연락을 취해 개화당의 진상과 정변의 비밀 등을 알려주고 청나라의 병력 파견을 허락할 것을 제의하였다.
1896년에는 아관파천이 일어나자 수구파 내각의 탁지부 대신이 되었다. 그러나 독립협회의 탄핵 대상이 되었고 1898년에 체직처분을 받게 되었다.

## 가계
동지돈녕부사 심의현(沈宜絢)의 손자이며 공조판서 심응택(沈應澤)의 아들이다. 흥선대원군의 장인인 민치구의 외손자로서, 흥선대원군이 이모부이고 고종 황제의 이종사촌이며 명성황후의 친족이다.

## 생애
1874년(고종 11년) 증광문과에 급제하여 홍문관 교리, 규장각 직각, 사헌부 장령 등을 거쳐, 1882년 임오군란이 일어나자, 장호원에 피신하고 있던 명성황후의 밀계를 궁중에 전달하여 청군을 끌어들여 흥선대원군을 청국으로 납치하게 함으로써 임오군란을 진정시키는 데에 큰 역할을 하였고, 1884년 이조 참의, 군국사무참의(병조참의), 동지경연관사를 거쳐, 갑신정변이 일어나자, 경기도 관찰사(경기 감사)로서 또다시 청군을 끌어들여 독립당의 혁신정부를 전복시키는 데에 가장 중요한 역할을 담당하였으며, 같은 해에는 충청도 관찰사(충청 감사)로 나아가 동학교도들의 탄압에 앞장섰다. 이후에, 이조참판, 협판내무부사(이조참판), 홍문관 부제학, 규장각 직제학, 지경연관사, 공조판서, 이조판서, 형조판서, 우참찬, 선혜청 제조, 교정청 당상, 장례원경, 탁지부 대신(호조판서) 겸 의정부 찬정(의정부 찬성) 겸 궁내부 대신 서리 겸 군부대신 서리 겸 육군 부장 등을 지내고, 1897년 대한제국이 건국되자, 대한제국 초대 탁지부 대신이 되었고, 이후에, 궁내부 특진관, 양지아문(토지측량관청)의 총재관, 군부대신(병조판서) 겸 내부대신 서리 겸 탁지부 대신 서리 겸 호위총관 서리 겸 특명 전권공사를 거쳐, 내부대신(이조판서), 의정부 찬정을 지냈다. 1899년 의정부 참정대신, 법규 교정소 의정관, 양지아문 총재 겸 전환국 관리관 겸 표훈원 의정관, 육군 부장 겸 원수부 군무국 총장, 태의원경을 거쳐, 1901년 의정부 참정대신, 탁지부 대신 겸 철도원 총재 겸 혜민원 총재, 원수부 군무국 총장 겸 탁지부 대신 겸 군부 대신 서리 겸 충청북도 관찰사 겸 중앙은행 총재 겸 지계 감독을 지냈다. 1904년 의정부 참정대신, 의정부 찬정, 판돈녕원사를 거쳐, 러일전쟁 당시, 의정부 참정대신, 1905년 일본 특파 대사, 대한제국 중추원 의장, 예식원 예식경, 의정부 참정대신 겸 찬모관, 관제 이정소 의정관, 군부대신을 거쳐, 경리원경으로 있을 때, 을사조약이 체결되려고 하자, 민영환, 조병세 등과 함께 경복궁에 들어가, 고종 앞에서 을사조약 체결 반대 상소를 올렸으나, 끝내 을사조약이 체결되자, 민영환과 조병세의 뒤를 이어 자결하려 하였으나, 고종의 만류로 자결을 포기하였다. 1906년 표훈원 총재, 강원도 관찰사, 시종무관장, 제실 재정 회의 의원(황실 예산 회의 위원), 1907년 궁내부 대신, 궁내부 특진관, 경리원경 겸 배종무관장 서리 등을 지냈다. 1907년(순종 즉위년) 8월 7일 궁내부 특진관으로 있다가 별세하니, 정1품 대광보국숭록대부 영돈녕원사에 추증되고, 충숙(忠肅)이라는 시호가 내려졌다.

## 심상훈의 입각과 심상희 의병대장의 귀순
아관파천을 기점으로 하여 1896년 의병 운동의 성격이 달라졌다. 의병의 우선적인 목표가 고종의 경복궁 환궁이었기 때문에 의병은 친러 개화파 정권을 반대하고 친러 개혁을 반대하였다. 이에 따라 친일 개화파 정권이 아니라 친러 개화파 정권이 의병을 진압하게 되었다.
친러 개화파 정권이 의병을 진압하게 되면서는 아관파천 이전 의병부대에 참여하였던 친러 개화파 명성황후 지지세력이 의병을 해산하거나, 의진으로부터 이탈하였다. 여주 의병을 배후에서 조종하였고, 이춘영 의병에 아들을 들여보냈던 심상훈도 서서히 의진을 이탈해갔다.
심상훈은 유인석 의병부대에서 먼저 이탈하였다. 이춘영 의병부대에 심상훈, 홍계훈, 민승호 집안에서 심리섭, 홍병진, 이근영 등을 들여보낸 사실은 앞에서 이미 살펴보았다. 이들은 이춘영의 종사였다가 나중에는 유인석의 종사가 되었던 것으로 보이는데, 심리섭(심이섭, 심상훈의 양자)이 1896년 3월 16일에, 홍병진은 3월 19일에 이승휘(孟山 고을 원을 지냈고 충주 烏甲에 거주)와 함께 각각 유인석 부대를 떠나서 서울로 갔다. 그후 심리섭은 선유위원이 되어 4월 11일 의병 해산을 요구하는 동시에 해산하지 않을 경우 외국군대가 공격할 것이라고 협박하는 서신을 유인석 부대에 보냈다. 이근영은 언제 떠났는지 확인되지는 않지만 4월 25일 심리섭, 이근영, 홍병진, 이승휘 등 4명이 함께 제천으로 내려와 그 다음날 관군측 대장 장기렴과 함께 나타났고, 4월 28일에는 칙유를 가지고 의병부대로 들어왔다.
심리섭 등이 의진을 떠날 수밖에 없었던 것은 한때 이춘영 의병의 배후세력이었던 심상훈이 점차 러시아 쪽으로 기울고, 4월 22일 탁지부 대신에 임명된 것과 무관하지 않을 것이다. 유인석이 ‘역당’으로 간주하는 이범진 등으로부터 심상훈이 탁지부 대신에 임명되었으니, 그의 아들이 의진에 머물 수는 없었을 것이다. 심상훈의 탁지부 임명 한 달여 전에 의진을 떠난 심리섭은 탁지부 대신 임명과 동시에 선유위원이 되어 다시 내려왔다. 의병측에서는 심상훈을 의병에 끌어들이기 위해 심상훈과 작은 아들을 대장소로 불러들였고, 5월 4일 심상훈은 유인석 의진에 와서 하룻밤을 묵고 갔다.
심리섭 등이 의병을 떠난 시기는 이춘영의 전사, 김백선의 처형, 민의식의 이탈 이후로서 명성황후 세력이 의진에 남아 있지 않을 때였다. 게다가 유인석은 아관파천의 기본 성격을 권력쟁탈전으로 보았고, 따라서 아관파천으로 인해 달라진 것이 거의 없으며 의병과 적대적 관계라고 보았다. 이에 따라 유인석은 이범진, 이완용, 이윤용, 박정양 등 아관파천 주모자들을 ‘역당’ 또는 ‘역도(逆徒)’로 보고 그들에 대해 반대의사를 분명히 하고 있었다. 아관파천에 대해 부정적으로 대하고, 아관파천 세력과 적대적 관계가 되어가자 아관파천 이후 유인석 의병은 주위로부터 협조가 끊어지게 되었다. 따라서 유인석 부대는 군수물자 조달에 어려움을 겪게 되었다.
유인석 의병이 이범진 등을 역당으로 몰아 집권세력과 적대적 관계가 되는 상황에서 황후 지지세력으로 친러적 성향을 가지고 있는 이들로서는 더 이상 의병부대에 머물러 있을 필요가 없었던 것이다.
또한 여주 의병대장 심상희는 심상훈이 탁지부 대신에 임명된 4월 22일과 비슷한 시기에 귀순하였다. 심상희는 아관파천 직후인 2월 18일에 내려진 의병 해산 선유조칙과 2월 27일에 내려진 의병해산 선유조칙을 받아들이지 않고, 2월 29일에 의병 해산 불가와 역적 처단을 주장하는 상소를 올렸지만 4월 중순경에 이르러 결국 선유조칙을 받아들였던 것이다. 심상희와 부하 포군들은 4월 16일부터 5월 5일 사이에 귀순하여 관포군(官砲軍)이 되었고, 심상희는 1903년(광무 7년) 6품 중추원 의관(대한제국 국회의원)에 임명되었다.

## 가계도
- 7대조 : 심속(沈涑) - 증영의정
- 6대조 : 심득현(沈得賢) - 청풍부사
- 5대조 : 심둔(沈鈍) - 증이조참의
- 고조부 : 심뇌지(沈뇌之) - 증이조참판
- 증조부 : 심능목(沈能穆) - 증이조판서
- 조부 : 심의현(沈宜絢) - 능주목사 · 동지돈녕부사
- 조모 : 파평 윤씨(坡平 尹氏)
  - 아버지 : 심응택(沈應澤) - 공조판서
  - 어머니 : 여흥 민씨(驪興 閔氏) - 흥선대원군의 장인이자 고종의 외조부 공조판서 민치구(閔致久)의 딸
    - 이모 : 여흥 민씨(驪興 閔氏) - 공조판서 민치구(閔致久)의 딸
    - 이모부 : 흥선대원군
      - 이종사촌 : 고종황제
      - 본인 : 심상훈(沈相薰) - 참정대신(대한제국 수석 부총리) · 중추원 의장(대한제국 국회의장) · 원수부 군무국 총장(대한제국 합참의장) · 중앙은행 총재(대한제국 한국은행 총재)
      - 부인 : 안동 김씨(安東 金氏)
        - 양자 : 심이섭(沈理燮, 승지) - 심상엽(沈相燁)의 아들
        - 며느리 : 우봉 이씨(牛峰 李氏) · 파평 윤씨(坡平 尹氏)
        - 아들 : 심영섭(沈瑛燮, 강릉부사)
        - 아들 : 심장섭(沈璋燮, 내부 참서관)
        - 며느리 : 광산 김씨(光山 金氏) - 이조판서 김영철(金永哲)의 딸
        - 아들 : 심경섭(沈瓊燮)
        - 며느리 : 한산 이씨(韓山 李氏) - 형조판서 이승순(李承純)의 딸
        - 아들 : 심규섭(沈珪燮, 섭통례)
        - 며느리 : 청주 한씨(淸州 韓氏) - 참정대신 한규설(韓圭卨)의 딸
          - 손녀 : 심재순(沈載谆)
          - 손녀사위 : 유치진(柳致眞) - 서울예술대학교 설립자

## 수훈
1902년 대한제국 건국 1등 공신에 책록되고, 1908년 대훈위가 되었다.

## 참조
1. ↑  고종실록 - 고종 42년 12월 16일 양력 3번째기사
2. ↑  순종실록 - 순종 즉위년 8월 7일 양력 3번째기사

## 같이 보기
- 명성황후
- 민치구
- 심순택
- 심이택
- 한규설
- 유치진